# Zaragoza Club de Fútbol Femenino
El  Zaragoza Club de Fútbol Femenino  es un club de fútbol femenino español de la ciudad de Zaragoza. Fue fundado en 2002 como Club Deportivo Transportes Alcaine y compite actualmente en la Segunda Federación Femenina.

## Historia
El club actual tiene su precedente en el Inter Aragón Winter Garden (1997), que a su vez provenía del Medina Albaida (1995). Este equipo jugaba en categoría territorial y tenía como objetivo principal potenciar la cantera del fútbol femenino en la ciudad.
En 2002 el Inter Aragón llegó a un acuerdo de patrocinio con la empresa Transportes Alcaine, que entraba como patrocinador. Con la entrada de la familia Alcaine, el club vivió una rápida progresión y en la temporada 2004-05, tras proclamarse campeón de la Liga Nacional.
Las dos primeras temporadas en la máxima categoría de la liga española de fútbol femenino el club logró, con apuros, la permanencia. Tras el paso de Arilla y Pedraza  por el puesto de entrenador, llegan Alberto Berna, Quique Lambea y David Martínez.
El verano de 2007 el club llegó a un acuerdo de patrocinio con el Grupo Prainsa, de modo que adoptó el nombre de su nuevo espónsor. Con esta nueva aportación económica, la temporada 2007-08 el club logró mejorar sus resultados deportivos, con un octavo puesto en la Superliga, que le permitió participar, por primera vez, en la Copa de la Reina donde alcanzaron las semifinales.
En la temporada 2008-09 el club logró su mejor clasificación liguera, un quinto puesto, y disputó la final de la Copa de S.M. La Reina que se celebró en el Estadio de La Romareda ante 10.000 aficionados, en la que fueron superadas por el Espanyol. En la temporada siguiente, la 2009-10, el club alcanza un sexto puesto.
La temporada 2012-13, tras un titubeante comienzo con cuatro derrotas consecutivas, el equipo se rehízo en el campeonato y consiguió alcanzar el séptimo puesto, que le otorgaba el derecho a disputar la copa de la reina. Tras el sorteo, quedó emparejado en cuartos de final con el Sant Gabriel, que había clasificado octavo en liga. Superó la eliminatoria al empatar ambos partidos y hacer bueno el mayor valor de los goles marcados en el encuentro fuera de casa; de la misma se deshizo del Levante, su siguiente rival, al que apeó de la competición al empatar el partido en los instantes finales del choque, clasificándose para disputar la final contra el F. C. Barcelona, actual campeón de liga, final que perdió por 4-0 en Las Rozas.
Al iniciarse la temporada 2016-17 cambió su denominación por Zaragoza Club de Fútbol Femenino. La siguiente temporada descendió a la Segunda División Femenina de España. Desde la temporada 2022-23 y tras la reestructuración de las categorías femeninas de 2022, milita en la Segunda Federación Femenina, la tercera categoría femenina del sistema de ligas de fútbol de España, ya que tras la finalización de la temporada anterior no pudo mantenerse en la segunda categoría de dicho sistema.

## Escudo
Meses después del cambio de denominación del club, el Zaragoza Club de Fútbol Femenino cambió a su escudo actual, en junio de 2017.

## Estadio
Desde el 2002 fue el Estadio Pedro Sancho, de los campos de fútbol de la Federación Aragonesa de Fútbol; pero poco antes del comienzo de la temporada 2019-20 el club oficializa la falta de acuerdo entre las dos entidades y el equipo queda sin campo, prestándose el Villanueva Club de Fútbol a ceder su estadio como campo de entrenamiento y competición del primer equipo, siendo el Enrique Porta su cancha local. Asimismo  gracias a otras entidades que se ofrecieron tras lo ocurrido entre la Federación Aragonesa y el club, los equipos base concertaron como campos de entrenamiento el CDM Mudéjar, el CDM La Cartuja, Valdefierro, Agustinos y el Parque Deportivo Ebro en la capital zaragozana.

## Organigrama deportivo

### Plantilla y cuerpo técnico 2021-22
| N.º             | Nac.        | Lic.                             | Pos. | Nombre                |           | Edad    | Eq. procedencia             | Cont. | INT.     |
| --------------- | ----------- | -------------------------------- | ---- | --------------------- | --------- | ------- | --------------------------- | ----- | -------- |
| Porteras        |             |                                  |      |                       |           |         |                             |       |          |
| 1               | España !    |                                  | POR  | Elena Casao           |           | 23 años | CD Oliver                   | 2022  |          |
| 13              | Venezuela ! | Extracomunitario / Extranjero    | POR  | Lisbeth Castro        |           | 37 años | Atlético Huila              | 2022  | Absoluta |
| 25              | España !    |                                  | POR  | Sandra García         | Canterano | 21 años | Cantera                     | 2022  |          |
| Defensas        |             |                                  |      |                       |           |         |                             |       |          |
| 2               | ESP !       |                                  | DEF  | Irene Rodríguez       |           | 27 años | RUT Tacuense                | 2022  |          |
| 4               | ESP !       |                                  | DEF  | Marta Valero          |           | 24 años | CD Oliver                   | 2022  |          |
| 7               | USA !       | Extracomunitario / Extranjero    | DEF  | Lauren Curtin         |           | 32 años | FF Lugano 1976              | 2022  |          |
| 15              | ESP !       |                                  | DEF  | Lucía Fuertes         | 1.a       | 27 años | EDF Logroño                 | 2022  | Sub-17   |
| 22              | ITA !       |                                  | DEF  | Francesca Soro        |           | 37 años | ASD Pink Bari               | 2022  |          |
| –               | BLR !       |                                  | DEF  | Ksenia Kubichnaya     | Lesionado | 26 años | FC Minsk                    | 2022  | Absoluta |
| Centrocampistas |             |                                  |      |                       |           |         |                             |       |          |
| 6               | SLO !       |                                  | MED  | Sara Ketiš            |           | 28 años | ASD Pink Bari               | 2022  | Absoluta |
| 8               | ESP !       |                                  | MED  | Teresa Rey            | 2.a       | 28 años | Sevilla FC                  | 2022  |          |
| 12              | ESP !       |                                  | MED  | Judith Verdaguer      |           | 27 años | Santa Teresa CD             | 2022  |          |
| 14              | ESP !       |                                  | MED  | Sara Balma            | Canterano | 21 años | Cantera                     | 2022  |          |
| 18              | USA !       | Extracomunitario / Extranjero    | MED  | Haley Berg            |           | 26 años | Texas Longhorns             | 2022  | Sub-19   |
| 21              | ESP !       |                                  | MED  | Judith Sainz          |           | 26 años | CFF Cáceres                 | 2022  |          |
| 23              | ESP !       |                                  | MED  | Elena Valej           | Canterano | 23 años | Cantera                     | 2022  |          |
| –               | BLR !       |                                  | MED  | Anastasiya Shlapakova |           | 25 años | Dinamo Minsk                | 2022  | Absoluta |
| Delanteras      |             |                                  |      |                       |           |         |                             |       |          |
| 5               | USA !       | Extracomunitario / Extranjero    | DEL  | Lana Spitler          | 3.a       | 29 años | Washington Spirit           | 2022  |          |
| 9               | USA !       | Extracomunitario / Extranjero    | DEL  | Cara Curtin           |           | 32 años | Valencia CF                 | 2022  |          |
| 10              | ZAM !       | Extracomunitario sin restricción | DEL  | Hellen Mubanga        |           | 29 años | Red Arrows FC               | 2022  | Absoluta |
| 11              | AUT !       |                                  | DEL  | Annelie Leitner       | 4.a       | 28 años | Maccabi Kishronot Hadera FC | 2022  | Absoluta |
| 16              | GUA !       | Extracomunitario / Extranjero    | DEL  | Andrea Álvarez        |           | 22 años | Cremas Femenino             | 2022  | Absoluta |
| 17              | ESP !       |                                  | DEL  | Naima García          | Canterano | 26 años | Cantera                     | 2022  |          |
| 20              | ZAM !       | Extracomunitario sin restricción | DEL  | Racheal Nachula       |           | 35 años | Green Buffaloes FC          | 2022  | Absoluta |
| 26              | ESP !       |                                  | DEL  | Natalia Ledesma       | Canterano | 23 años | Cantera                     | 2022  |          |

| Entrenador(es) Samuel Luna Preparador(es) físico(s) Dani Angoy Entrenador(es) de porteros Santi Elipe Delegado(s) José Tomás Fisioterapeuta(s) Patricia Molina |

| POR 1 DEF 2 DEF 15 DEF 7 MED 8 MED 18 MED 11 MED 14 MED 23 DEL 9 DEL 16 |

| Incorporaciones 2021-22 Irene Rodríguez (RUT Tacuense) Judith Verdaguer (Santa Teresa CD) Andrea Álvarez (Cremas Femenino) Sara Ketiš (ASD Pink Bari) Francesca Soro (ASD Pink Bari) Haley Berg (Texas Longhorns) |

| Debuts de filiales Elena Valej (Debut el 9-9-2018) Natalia Ledesma (Debut el 29-11-2020) |

|  |

| N.º             | Nac.        | Lic.                             | Pos. | Nombre                |           | Edad    | Eq. procedencia             | Cont. | INT.     |
| --------------- | ----------- | -------------------------------- | ---- | --------------------- | --------- | ------- | --------------------------- | ----- | -------- |
| Porteras        |             |                                  |      |                       |           |         |                             |       |          |
| 1               | España !    |                                  | POR  | Elena Casao           |           | 23 años | CD Oliver                   | 2022  |          |
| 13              | Venezuela ! | Extracomunitario / Extranjero    | POR  | Lisbeth Castro        |           | 37 años | Atlético Huila              | 2022  | Absoluta |
| 25              | España !    |                                  | POR  | Sandra García         | Canterano | 21 años | Cantera                     | 2022  |          |
| Defensas        |             |                                  |      |                       |           |         |                             |       |          |
| 2               | ESP !       |                                  | DEF  | Irene Rodríguez       |           | 27 años | RUT Tacuense                | 2022  |          |
| 4               | ESP !       |                                  | DEF  | Marta Valero          |           | 24 años | CD Oliver                   | 2022  |          |
| 7               | USA !       | Extracomunitario / Extranjero    | DEF  | Lauren Curtin         |           | 32 años | FF Lugano 1976              | 2022  |          |
| 15              | ESP !       |                                  | DEF  | Lucía Fuertes         | 1.a       | 27 años | EDF Logroño                 | 2022  | Sub-17   |
| 22              | ITA !       |                                  | DEF  | Francesca Soro        |           | 37 años | ASD Pink Bari               | 2022  |          |
| –               | BLR !       |                                  | DEF  | Ksenia Kubichnaya     | Lesionado | 26 años | FC Minsk                    | 2022  | Absoluta |
| Centrocampistas |             |                                  |      |                       |           |         |                             |       |          |
| 6               | SLO !       |                                  | MED  | Sara Ketiš            |           | 28 años | ASD Pink Bari               | 2022  | Absoluta |
| 8               | ESP !       |                                  | MED  | Teresa Rey            | 2.a       | 28 años | Sevilla FC                  | 2022  |          |
| 12              | ESP !       |                                  | MED  | Judith Verdaguer      |           | 27 años | Santa Teresa CD             | 2022  |          |
| 14              | ESP !       |                                  | MED  | Sara Balma            | Canterano | 21 años | Cantera                     | 2022  |          |
| 18              | USA !       | Extracomunitario / Extranjero    | MED  | Haley Berg            |           | 26 años | Texas Longhorns             | 2022  | Sub-19   |
| 21              | ESP !       |                                  | MED  | Judith Sainz          |           | 26 años | CFF Cáceres                 | 2022  |          |
| 23              | ESP !       |                                  | MED  | Elena Valej           | Canterano | 23 años | Cantera                     | 2022  |          |
| –               | BLR !       |                                  | MED  | Anastasiya Shlapakova |           | 25 años | Dinamo Minsk                | 2022  | Absoluta |
| Delanteras      |             |                                  |      |                       |           |         |                             |       |          |
| 5               | USA !       | Extracomunitario / Extranjero    | DEL  | Lana Spitler          | 3.a       | 29 años | Washington Spirit           | 2022  |          |
| 9               | USA !       | Extracomunitario / Extranjero    | DEL  | Cara Curtin           |           | 32 años | Valencia CF                 | 2022  |          |
| 10              | ZAM !       | Extracomunitario sin restricción | DEL  | Hellen Mubanga        |           | 29 años | Red Arrows FC               | 2022  | Absoluta |
| 11              | AUT !       |                                  | DEL  | Annelie Leitner       | 4.a       | 28 años | Maccabi Kishronot Hadera FC | 2022  | Absoluta |
| 16              | GUA !       | Extracomunitario / Extranjero    | DEL  | Andrea Álvarez        |           | 22 años | Cremas Femenino             | 2022  | Absoluta |
| 17              | ESP !       |                                  | DEL  | Naima García          | Canterano | 26 años | Cantera                     | 2022  |          |
| 20              | ZAM !       | Extracomunitario sin restricción | DEL  | Racheal Nachula       |           | 35 años | Green Buffaloes FC          | 2022  | Absoluta |
| 26              | ESP !       |                                  | DEL  | Natalia Ledesma       | Canterano | 23 años | Cantera                     | 2022  |          |

| Entrenador(es) Samuel Luna Preparador(es) físico(s) Dani Angoy Entrenador(es) de porteros Santi Elipe Delegado(s) José Tomás Fisioterapeuta(s) Patricia Molina |

| POR 1 DEF 2 DEF 15 DEF 7 MED 8 MED 18 MED 11 MED 14 MED 23 DEL 9 DEL 16 |

| Incorporaciones 2021-22 Irene Rodríguez (RUT Tacuense) Judith Verdaguer (Santa Teresa CD) Andrea Álvarez (Cremas Femenino) Sara Ketiš (ASD Pink Bari) Francesca Soro (ASD Pink Bari) Haley Berg (Texas Longhorns) |

| Debuts de filiales Elena Valej (Debut el 9-9-2018) Natalia Ledesma (Debut el 29-11-2020) |

|  |

- Como exigen las normas de la RFEF, las jugadoras de la primera plantilla deberán llevar los dorsales del 1 al 22. Los dorsales del 23 en adelante serán para las futbolistas del filial, en este caso el Zaragoza CFF "B", y también serán fijos y nominales.
- Los equipos españoles están limitados a tener en la plantilla un máximo de jugadoras sin pasaporte de la Unión Europea. La lista incluye solo la principal nacionalidad de cada jugadora, algunos de las jugadoras no europeas tienen doble nacionalidad de algún país europeo o bien su país tiene un acuerdo de no-restricción europea:
  - Hellen Mubanga y Racheal Nachula no ocupan ficha de extracomunitarias por el Acuerdo de Cotonú.

### Entrenadores
Cronología de los entrenadores
| - 2002-2005: David Magaña. - 2005-2005: David Arilla. - 2005-2007: Nico Pedraza. - 2007-2018: Alberto Berna. |  | - 2018-2018: José Manuel Perna. - 2018-2020: Cristian Aleza. - 2020-2021: Nacho Bracero. - 2021-2022: Víctor Búrdalo. |  | - 2022-Presente: Samuel Luna. |

## Datos del club
| - Temporadas en Primera División: 13. - Temporadas en Segunda División: 7. - Temporadas en Segunda Federación: 3. - Clasificación histórica de la Primera División: 10.º (A fin de temporada 2023-24). - Mejor puesto en Primera División: 5.º (ed. 2008-09). | - Debut en Copa de la Reina: 2008. - Mejor puesto en Copa de la Reina: Subcampeón (2009 y 2013). |

## Palmarés

### Torneos nacionales
- Segunda División de España (2): 2004-05, 2018-19.
- Subcampeón de la Copa de la Reina (2): 2009, 2013.